# Attentatforsøget på J.B.S. Estrup
Attentatforsøget på J.B.S. Estrup var et drabsforsøg på J.B.S. Estrup i 1885, der på tidspunktet var konseilspræsident og leder af den danske regering. Attentatforsøget blev udført af den 19-årige typograf Julius Rasmussen på åben gade ud foran Estrups hjem på Toldbodvej 26 (nu Esplanaden 34-36) i København.

## Baggrund
J.B.S. Estrup blev konseilspræsident i 1875 som Danmarks tolvte regeringschef efter indførslen af Danmarks Riges Grundlov i 1849. Grundlovsændringen i 1866 havde ændret på reglerne til Rigsdagens førstekammer, Landstinget, hvilket gjorde det betydeligt sværere at opnå valg til Landstinget. Dette kom især konservative kræfter til gode.
Da Venstre opnåede flertal i Rigsdagens andet kammet, Folketinget, i 1872, ønskede Venstre at sikre sig regeringsmagten. Man foreslog derfor at indføre folketingsparlamentarisme, hvor et flertal i Folketinget nedsætter regeringen. Dette afviste de konservative kræfter, der nød godt af, at det udelukkende var kongen, som udpegede regeringerne, da Christian 9. selv var ideologisk konservativ.
I et forsøg på at tvinge Højre-regeringen til at gå af, gik Venstre-politikerne sammen og nedstemte Finanslovsforslaget for 1874, da landet ikke kunne styres uden en finanslov. Som modsvar opløste Højre-regeringen Folketinget, og man stoppede derfor med bruge finanslovsafstemningerne som politiske våben. Da J.B.S. Estrup kom til magten i 1875 gik samarbejdet mellem de konservative politikere og Venstre-politikere i hårdknude, og da finansloven for 1877-78 skulle forhandles, endte Estrup med at udstede en provisorisk, dvs. midlertidig, finanslov uden den blev stemt igennem i Rigsdagens to kamre.
Selvom brugen af provisorielove medførte stærk kritik fra Venstre, faldt konfliktniveauet dog indtil 1881, hvor Venstre-lederen Chresten Berg annoncerede Visnepolitikken, der betegnede en politisk strategi, hvor Venstre ville nedstemme al lovgivning i en strejke. Dette medførte, at Estrup i 1885 igen gjorde brug af Grundlovens provisoriebestemmelse. Modsat den provisoriske finanslov for 1877-78, der var relativ tilbageholdende med udgifter og kun indeholdt de udgifter, som der uanset hvad var opbakning bag i begge kamre, så var det provisoriske finanslovsforslag i 1885 langt mere vidtgående. Brugen af vidtgående provisoriske finanslove blev kritiseret i visse dele af offentligheden og af Venstre.

## Attentatet
Julius Rasmussen var utilfreds med Estrups Højre-regerings brug af Grundlovens provisoriebestemmelse.
Fortællingen er, at Rasmussen havde ventet foran Estrups bolig, hvor Estrup kom forbi efter møder i Folketinget. Rasmussen affyrede to skud, hvoraf den ene prallede af på en knap på Estrups frakke, mens den anden borede sig ind i porten på Estrups hjem. Estrup skulle eftersigende havde spurgt "Hvad, skyder De på mig?" og efterfølgende taget til et middagsselskab. Løbesedler, der annoncerede begivenheden til offentligheden, blev spredt i København umiddelbart efter, og ca. 13.000 deltog d. 25. oktober i en demonstration for Estrup.
Julius Rasmussen blev overmandet og anholdt af en gruppe forbipasserende blandt andet af Toxen Worm, og Rasmussen gjorde ikke modstand men skulle derimod have forklaret, at han ville gøre noget til "gavn for friheden". Han blev idømt 14 års strafarbejde, såkaldt tugthusarbejde, i Horsens Tugthus. Julius Rasmussen nåede imidlertid ikke at gennemføre straffen, da han efter fire års strafarbejde tog sig af dage ved at hænge sig i et lagen.

## Implikationer
Højre-regeringen begrundede oprettelsen af de såkaldte Blå Gendarmer bl.a. med attentatforsøget. Gendarmerikorpset blev oprettet med det formål at skulle understøtte politiet i at sikre orden, men korpset blev kritiseret for i praksis blot at fungere som Højre-regeringens forlængede arm. Gendarmerikorps blev nedlagt igen i 1894.:49 
Attentatet fik næppe nogen større betydning i sig selv, primært da Estrup ikke omkom. Den politiske status quo, som Julius Rasmussen ville gøre en ende på, fortsatte indtil 1894, hvor den moderate del af Venstre indgik forlig med den moderate del af Højre. Med dette forlig ophørte visnepolitikken, og Estrup gik af. Året efter, i 1895, fik den radikale fløj i Venstre og Socialdemokratiet flertal, men det gav ikke længere mening for Højre-regeringen at forsætte provisoriepolitikken, og det ledte til, at man i 1901 fik Danmarks første Venstre-regering i det, der i dag kaldes Systemskiftet af 1901.